# 弗兰西诺波利斯
弗兰西诺波利斯（葡萄牙語：Francinópolis）是巴西皮奥伊州的一个市镇。总面积254.407平方公里，总人口5279人，人口密度20.8人/平方公里。